# ブーケガルニ

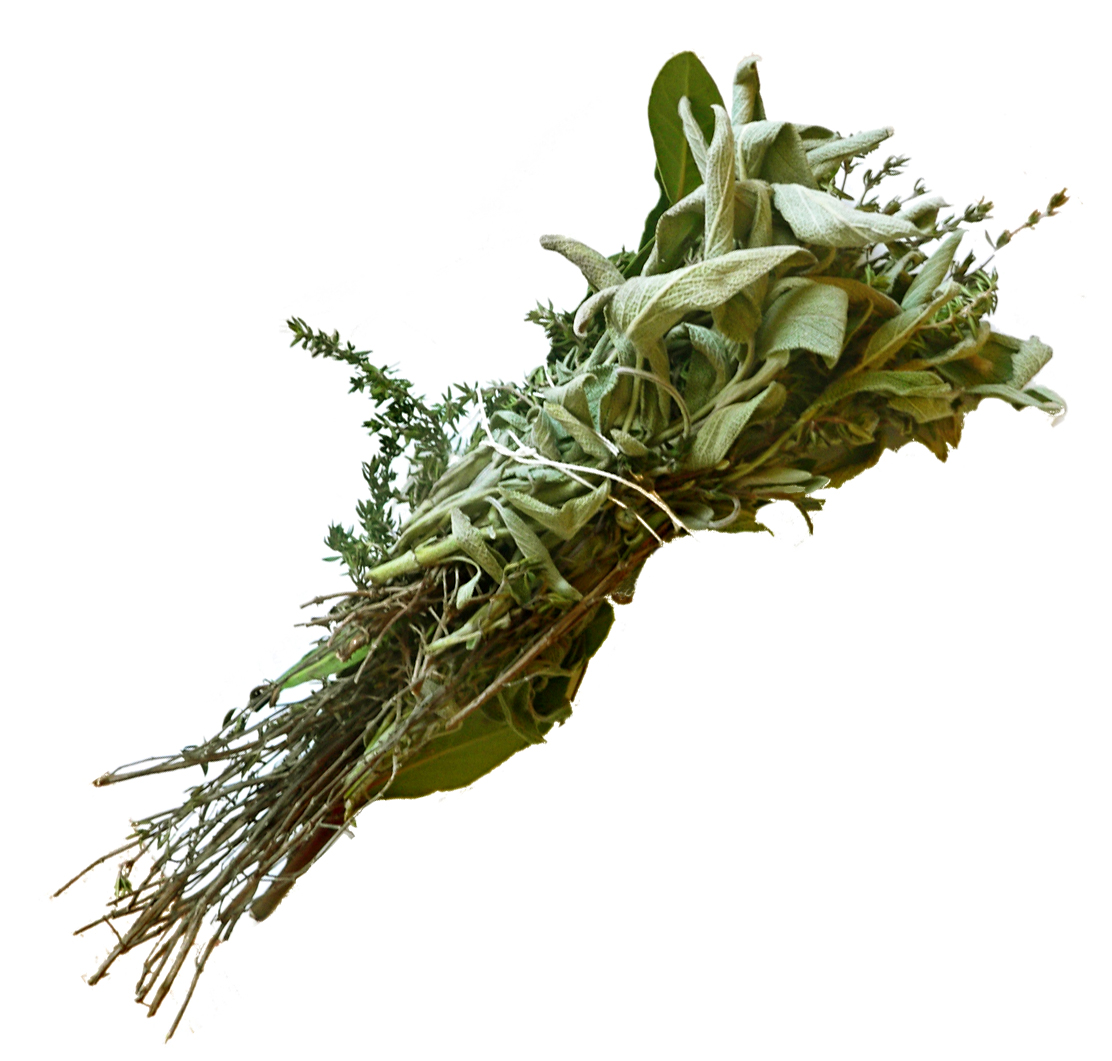
ブーケガルニ

ブーケガルニ（フランス語: bouquet garni）とは、肉料理や魚料理の臭みを消すために用いるパセリやタイムなど数種類の香草類を束ねたもの。煮込み料理などの際に食材としての肉や魚の臭みを消したり料理の風味付けに用いる。調理後、料理を供する際に取り除かれる。
bouquetの転用語とgarnirの合成語で、それぞれの語源はノルマン語のbosc（木）とフランク語のwarnjan（備えつける）。
ガーゼなどの袋に入れて使用されることもある。地方や用途に応じて香草の種類は変わる。単一の香草を用いた束はブーケ・サンプル (bouquet simple) という。

## 利用する香草類
- パセリ
- タイム
- ローリエ
- エストラゴン